# Rahab (demonio)
En el folclore judío, Rahab es el nombre de un demonio marino, un dragón del agua, el gobernante del mar.

## Etimología
Rahab es mencionado en el Talmud y en el Antiguo Testamento, se le ha dado la etimología de escándalo, tumulto y arrogancia. 
Su nombre original era el abismo primordial, el dragón marino de la oscuridad y el caos, era comparable al Leviatán y a Tiamat. Más tarde Rahab llegó a ser un demonio especial, habitante del mar, especialmente asociado al Mar Rojo, en este caso algunas veces asociados con el Leviatán. 

## En la tradición hebrea
Rahab es o era el ángel de la insolencia y el orgullo, es responsable de agitar las aguas y producir las olas, el también es responsable de la tempestades del mar, de acuerdo con algunas fuentes[cita requerida] él era el ángel guardián de Egipto, una posición a menudo designada a otros ángeles tales como Belial, Mastema, Samael y Uzza. Rahab representa el caos en textos antiguos tales como la Biblia en Job XXVI, 12; Salmo LXXXIX, 10-11; Isaías LI,10.